# اسپینتولی
اسپینتولی (به ایتالیایی: Spinetoli) یک کومونه در ایتالیا است که در استان اسکولی پیچنو واقع شده‌است.

## خصوصیات
اسپینتولی ۱۲٫۴۱ کیلومترمربع مساحت و ۶٬۸۴۸ نفر جمعیت دارد و ۱۷۶ متر بالاتر از سطح دریا واقع شده‌است.

## خواهرخوانده
شهرهای Gmina Koronowo و Bristol Township خواهرخوانده‌های اسپینتولی هستند.